# Einsiedlerbekassine
Die Einsiedlerbekassine (Gallinago solitaria) ist eine Vogelart aus der Familie der Schnepfenvögel (Scolopacidae).
Der Vogel kommt in der Paläarktis vom Nordosten Irans über Südrussland und Kasachstan, der Mongolei und China bis Korea und Japan vor.
Der Lebensraum umfasst fast ausschließlich Höhenlagen von 1500 bis 5000 m deutlich oberhalb der Baumgrenze, Flusstäler, sumpfige Wiesen, Schluchten, gerne in der Nähe fließenden Wassers.
Der Artzusatz kommt von lateinisch solitarius ‚einzeln, alleinstehend‘.

## Merkmale
Die Art ist 29–31 cm groß und wiegt 126–227 g, die Flügelspannweite beträgt 51–56 cm. Sie ist nach der Nepalbekassine (G. nemoricola) die größte der paläarktischen Bekassinen, groß und schwer, fliegt oft auch langsamer, hat einen ziemlich langen Schnabel. Der Kopf ist grau-weiß, der mittlere Scheitelstreifen dünn, manchmal unterbrochen mit unscharfen dunklen Streifen seitlich. Die Zügel sind dunkel, der Überaugenstreif etwas gestrichelt. Brust und Oberseite sind gelbbraun-weiß geschuppt, Rücken- und Schulterfedern haben weiße Ränder. Die Flügel und der Schwanz sind lang, die Schwanzspitze auffallend kastanienbraun. Die Iris ist schwarz, der Schnabel schwarz mit grauer Basis. Die Beine sind grünlich-gelb.
Das Weibchen ist etwas größer, ansonsten unterscheiden die Geschlechter sich nicht. Jungvögel sehen den Altvögeln bereits sehr ähnlich.
Die Art unterscheidet sich von anderen Bekassinen des Verbreitungsgebietes durch ein weißeres Gesicht und breitere und weißere Streifen auf dem Rücken mit weißlicher Bänderung. Die Flügelspitzen reichen fast bis zur Schwanzspitze, im Fluge überragen die Beine nicht den Schwanz, ebenso sieht man keine weißen Flügelränder im Gegensatz zur Bekassine (Gallinago gallinago) und der Spießbekassine (G. stenura).

## Geografische Variation
Es werden folgende Unterarten anerkannt:
- G. s. solitaria Hogson, 1831, Nominatform – Hochgebirge Zentralasiens bis Sibirien, überwintert in Pakistan und Nordindien bis Myanmar
- G. s. japonica (Bonaparte, 1856)[6], – Sachalin und Nordostchina bis Kamtschatka, überwintert in Korea, Japan und Ostchina, etwas mehr Rot und weniger Weiß an der Oberseite

## Stimme
Die Lautäußerungen werden während der Brutzeit als auffallendes, tiefes „chok-achocka“ beschrieben begleitet von trommelnden oder meckernden Lauten durch die äußeren Schwanzfedern, vielleicht etwas schriller als die der Bekassine (Gallinago gallinago). Wird die Art aufgescheucht, lässt sie ein harsches „pench“ erklingen.

## Lebensweise
Die Art ist ein Teilzieher und Strichvogel. Außerhalb der Brutzeit steigt ein Teil aus der Höhe herab zu nicht gefrorenem Wasser in den Bergausläufern, mitunter sogar bis zur Küste, andere ziehen südwärts Richtung Nordindien, Pakistan beziehungsweise Korea, Japan und Ostchina.
Die Nahrung umfasst kleine Schnecken, Würmer, Käfer, Insektenlarven, Fliegen, die im nassen Gras und Schlamm wühlend gesucht werden. Dabei wippt der Körper auf und ab. Wie der Name sagt, frisst die Bekassine allein.
Die Brutzeit liegt zwischen Ende Juni und August. Das Nest ist eine gut getarnte Vertiefung im Gebüsch. Das Gelege besteht aus 4 Eiern.

## Gefährdungssituation
Der Bestand gilt als „nicht gefährdet“ (Least Concern).